# 尹珉錫
尹 珉錫（ユン・ミンソク、윤민석、1965年 - ）は、大韓民国の民衆歌謡作曲家。
「真実は沈まない」「憲法第1条」「檄文」などで知られる。

## 来歴
慶尚北道栄州市出身。永州高等学校卒業後、1984年に漢陽大学に進学、同年に光州事件の写真を見て衝撃を受けたことをきっかけに作曲活動をするようになる。初期には中央歌謡音開壁、全大協歌唱団などで活動しながら「全大協進軍歌」など民衆歌謡曲を多数作曲した。
1992年、朝鮮労働党中部地域党事件当時「愛国同盟」に加入して「金日成大元帥は人類の太陽」「首領様にささげる忠誠の歌」など主体思想賛美歌と金日成賛美歌を何度も作曲した容疑で国家保安法違反で逮捕、最終的には計4回にわたって同法違反で逮捕された。
2000年代に入ってインターネットが定着すると、ユンは自身が作曲した民衆歌謡を普及するホームページ「ソングアンライフ」を作成した。以後2002年アポロ・アントン・オーノの2002年冬季オリンピック金メダル獲得時に「Fucking USA」を作曲。2004年の盧武鉉大統領弾劾騒動の時「お前は違う」「憲法第1条」、 2008年大韓民国アメリカ産牛肉輸入交渉議論のとき「ろうそくを聞け！」を発表するなど歌を通じて時事懸案について声を出した。
2004年に発表した「平壌に行ってみて」についてユンは、2003年に平壌に行ってくる飛行機の中で旅行で感じた小会を歌詞で書いたもので、平壌を賛美するためのものではなく、「ただの旅行体験のような歌」なのに国家保安法違反になる、ということを示すために作ったと明らかにした。
2014年、セウォル号沈没事故が発生すると「あなたを忘れない」「真実は沈まない」など複数の歌を作曲し、著作権をセウォル号家族対策委に寄付した。2016年11月8日には、崔順実ゲート事件に対する批判とともに、朴槿恵大統領の弾劾を促す「これが国か」を作曲した。このような音楽活動が認められ、 2017年のジェントリフィケーションアルバムとともに第14回韓国音楽大衆賞審査委員団特別賞を受賞した。

## 政治活動
NL系の社会運動家である呉泳食、禹相虎、李仁栄などと共に新政治国民会議に迎え入れられた。

## 主な作品
ユンの主な作品を挙げる。
- 「首領様に差し上げる忠誠の歌」（수령님께 드리는 충성의 노래）
- 「金日成大元帥は人類の太陽」（김일성 대원수는 인류의 태양）
- 「Fucking USA」1、2、3、4（Fucking USA1, 2, 3, 4）
- 「憲法第1条」（헌법 제1조）
- 「誰とも言わないよ」（누구라고 말하지는 않겠어）
- 「ろうそくを聴け！ 」（촛불을 들어라!）
- 「真実は沈まない」（진실은 침몰하지 않는다）
- 「京義線乗って」（경의선 타고）
- 「国民参与党　党歌」（국민참여당 당가）
- 「民主統合党　党歌」（민주통합당 당가）
- 「平壌に行ってみて」（평양에 가보세요）
- 「愛国の道」（애국의 길）
- 「全大協進軍歌」（전대협 진군가）
- 「全大協賛歌」（전대협 찬가）
- 「ああ統一よ」（오 통일이여）
- 「野菊」（들국화）
- 「ソウルから平壌まで」（서울에서 평양까지）
- 「巧妙な夜 カメの夜」（교묘한 밤 거북한 밤）
- 「檄文」 （격문）
- 「これが国か―朴槿恵退陣のための100万の合唱曲」（이게 나라냐 - 박근혜 퇴진을 위한 100만의 합창곡）

## 騒動
- 前述したとおり、「金日成大元帥は人類の太陽」、「首領様にささげる忠誠の歌」など、金日成や北朝鮮政権を賛美する曲を作曲・作詞して議論を呼び起こし、1992年に国家保安法違反で逮捕された履歴がある。